# CPython
CPython è l'implementazione di riferimento del linguaggio Python. Scritto in C e Python, CPython è l'implementazione predefinita e più utilizzata del linguaggio Python.
CPython può essere definito sia come interprete che come compilatore. Quando viene eseguito uno script Python, CPython effettua una prima fase di compilazione del codice sorgente in un formato intermedio chiamato bytecode. Questo bytecode è una rappresentazione del codice Python ottimizzata per l'esecuzione dalla Python Virtual Machine. Successivamente, CPython interpreta questo bytecode riga per riga e le esegue una alla volta.

## Progetto
Una caratteristica particolare di CPython è che utilizza Global Interpreter Lock (GIL),  un meccanismo che permette l'esecuzione di un solo thread Python alla volta su un singolo processore. Questo non significa che il multithreading non abbia senso: ad esempio se il tuo codice è spesso in attesa di input/output, rilascia il GIL, permettendo ad altri thread di essere eseguiti.
Questa potrebbe essere la situazione tipica quando più thread servono client separati. Un thread potrebbe essere in attesa della risposta da un client, un altro potrebbe essere in attesa dell'esecuzione di una query al database, mentre il terzo thread sta elaborando il codice Python.
L'utilizzo di GIL rende CPython inadatto ai processi che implementano algoritmi ad alta intensità di CPU e che potrebbero essere distribuiti su più core.
Nelle applicazioni reali sono piuttosto rare le situazioni in cui il GIL rappresenta un collo di bottiglia significativo. Questo perché Python è un linguaggio intrinsecamente lento e generalmente non utilizzato per operazioni che richiedono un uso intensivo della CPU o che richiedono bassi tempi di risposta. Python è solitamente utilizzato ad alto livello e richiama funzioni e librerie per eseguire attività specializzate. Tali librerie non sono scritte in Python e, il codice Python in un altro thread, può essere eseguito mentre viene eseguita una chiamata a uno di questi processi sottostanti. Le librerie non Python non sono soggette a GIL e possono eseguire contemporaneamente molti thread su più processori senza restrizioni.
Per ottenere vera concorrenza in Python, è necessario ricorrere a processi dell'interprete Cpython separati e gestiti dal sistema operativo. La comunicazione tra processi separati può essere più complessa rispetto alla comunicazione tra thread. Il modulo multiprocessing offre alcune soluzioni, ma può ancora introdurre overhead.
La presenza del GIL semplifica l'implementazione di CPython e facilita l'implementazione di applicazioni multi-thread che non traggono vantaggio dall'esecuzione simultanea di codice Python. Senza GIL, la concorrenza diventerebbe responsabilità dello sviluppatore che dovrebbe gestire esplicitamente la sincronizzazione tra i diversi thread per evitare race conditions e altri problemi legati alla concorrenza.
Sebbene siano state avanzate numerose proposte per eliminare GIL ma considerando una serie di fattori complessi è stato deciso di mantenerlo. Sebbene GIL possa limitare le prestazioni in alcune applicazioni, offre un buon compromesso tra semplicità, stabilità e prestazioni per la maggior parte degli sviluppatori Python. Per consentire un maggiore parallelismo, nell'ottobre 2023 è stato rilasciato un miglioramento che permette l'utilizzo di un GIL separato per sotto-interprete in un singolo processo Python e sono stati descritti come "thread con condivisione opt-in".
Dopo diversi dibattiti, nel 2023 è stato lanciato un progetto per proporre di rendere GIL opzionale dalla versione 3.13 di Python, la cui uscita è prevista per ottobre 2024.

## Piattaforme supportate
Le piattaforme ufficialmente supportate a livello-1 sono Linux per Intel a 64 bit che utilizza una toolchain GCC, macOS per Intel a 64 bit e ARM e Microsoft Windows per Intel a 32 e 64 bit. Esiste un supporto ufficiale di livello 2 per Linux per ARM a 64 bit, wasm32 (Web Assembly) con supporto runtime WASI e Linux per Intel a 64 bit tramite una toolchain clang. I sistemi con supporto di livello 3 includono ARM Windows a 64 bit, iOS a 64 bit, Raspberry Pi OS (Linux per armv7 con hard float), Linux per PowerPC a 64 bit in modalità little-endian e Linux per s390x .
Altre piattaforme hanno implementazioni funzionanti, tra cui:

### Sistemi Unix-like
- AIX
- BSD
- Darwin
- FreeBSD
- HP-UX
- illumos
- Linux
- macOS
- NetBSD
- OpenBSD
- Plan 9
- Solaris
- Tru64

### Sistemi dedicati ed embedded
- Android
- Apple iOS
- BlackBerry 10
- GP2X
- iPodLinux
- Nintendo DS
- GameCube
- Symbian OS Series60
- Nokia 770 Internet Tablet
- Nokia N800
- Nokia N810
- Nokia N900
- Openmoko
- Palm OS
- PlayStation 2
- PlayStation 3 (FreeBSD)
- Psion
- QNX
- Sharp Zaurus
- Xbox/XBMC
- VxWorks

### Altri
- AROS
- OS/390
- Windows 8 and later
- z/OS

### Enterprise Linux
Queste versioni di Python sono distribuite con le distribuzioni Linux enterprise attualmente supportate. Lo stato del supporto di Python nella tabella si riferisce al supporto da parte del team principale di Python e non da parte del responsabile della distribuzione.
| Distribution version                                                   | Distribution end-of-life | Python version | Python version |
| ---------------------------------------------------------------------- | ------------------------ | -------------- | -------------- |
| Ubuntu 22.04 LTS (Jammy Jellyfish)                                     |                          |                | 3.10           |
| Ubuntu 20.04 LTS (Focal Fossa)                                         | 2030-04                  | [ 10 ]         | 3.8            |
| Ubuntu 18.04 LTS (Bionic Beaver)                                       | 2028-04                  | 2.7            | 3.6            |
| Ubuntu 16.04 LTS (Xenial Xerus)                                        | 2021-04-30               | 2.7            | 3.5            |
| Debian 12                                                              | 2028-06                  |                | 3.11           |
| Debian 11                                                              | 2026-06                  |                | 3.9            |
| Debian 10                                                              | 2024-06                  | 2.7            | 3.7            |
| Debian 9                                                               | 2022-06-30               | 2.7            | 3.5            |
| Red Hat Enterprise Linux 8                                             | 2029                     | 2.7            | 3.6            |
| Red Hat Enterprise Linux 7                                             | 2024-11-30               | 2.7            |                |
| CentOS 8                                                               | 2029-05-31               | 2.7            | 3.6            |
| CentOS 7                                                               | 2024-06-30               | 2.7            |                |
| SUSE Linux Enterprise Server 15                                        | 2031-07-31               | 2.7            | 3.6            |
| SUSE Linux Enterprise Server 12                                        | 2027-10-31               | 2.7            |                |
| SUSE Linux Enterprise Server 11                                        | 2022-03-31               | 2.7            |                |
| Vecchia versioneVersione precedente ancora supportataVersione corrente |                          |                |                |

## Alternative
CPython è una delle numerose implementazioni Python. Esistono però alternative tra cui: Jython, scritto in Java per la Java virtual machine (JVM); PyPy, scritto in RPython e tradotto in C; e IronPython, scritto in C# per la Common Language Infrastructure.
Sono numerose anche le implementazioni sperimentali.